# William Dodge
William Longstreth „Bill” Dodge (ur. 7 stycznia 1925 w Chestnut Hill, zm. 7 lipca 1987 w Paoli) – amerykański bobsleista, brązowy medalista igrzysk olimpijskich.

## Kariera
Największy sukces w karierze William Dodge osiągnął w 1956 roku, kiedy wspólnie z Arthurem Tylerem, Charlesem Butlerem i Jamesem Lamym zajął trzecie miejsce w czwórkach podczas igrzysk olimpijskich w Cortina d’Ampezzo. Był to jego jedyny start olimpijski, a także jedyny medal wywalczony na arenie międzynarodowej. Zdobył także dwa mistrzostwa Ameryki Północnej w rywalizacji dwójek.
Podczas II wojny światowej był pilotem United States Army Air Forces. Brał udział w walkach na Pacyfiku, między innymi o Guam i Guadalcanal.